# W Indi
W Indi är en halvregelbunden variabel av SRB-typ i stjärnbilden Indianen. 
Stjärnan har en visuell magnitud som varierar mellan +8,2 och 10,7 med en period av 198,0 dygn.